# Idina Menzel
Idina Menzel, née le 30 mai 1971 dans le Queens à New York (États-Unis), est une actrice, chanteuse et compositrice américaine.
Elle se fait connaître en 1994 en devenant la toute première interprète de Maureen Johnson dans la comédie musicale Rent. Grand succès critique et public, le spectacle deviendra une œuvre majeure de Broadway et lui permettra d'être nommée aux Tony Awards en 1996. Elle reprendra ensuite le rôle en 2005 dans l'adaptation cinématographique du spectacle.
En 2003, elle rejoint la troupe de la comédie musicale Wicked, une version re-visitée du Magicien d'Oz, et devient la première interprète d'Elphaba. Comme Rent, le spectacle deviendra une œuvre majeure de Broadway, amplifiant la réputation d'Idina Menzel dans le milieu. Elle décrochera le Tony Award de la meilleure actrice dans une comédie musicale en 2004 pour ce rôle qu'elle interprétera pendant trois ans avant de le reprendre quelques mois en 2006 pour le lancement du spectacle à West End.
Idina Menzel est également connue pour son rôle récurrent de Shelby Corcoran dans la série télévisée Glee ainsi que pour être la voix originale d'Elsa dans le film d'animation La Reine des neiges des studios Disney, personnage qu'elle doublera plusieurs fois dans d'autres œuvres et pour lequel elle a notamment interprété la célèbre chanson Let It Go.

## Biographie

### Enfance et formation
Idina Kim Mentzel est née dans le Queens, New York. Sa mère, Helen, est thérapeute et son père, Stuart, vendeur de pyjamas. Elle a également une sœur, Cara. Ses grands-parents ont émigré de Russie et de pays du nord de l'Europe.
Alors qu'elle est âgée de 15 ans, ses parents divorcent. Afin de pouvoir les aider financièrement, elle chante lors de Bar Mitzvahs et de mariages à Long Island, New York, un travail qu'elle poursuit pendant ses études à la Tisch School of the Arts de l'Université de New York (NYU), où elle obtient un Bachelor of Fine Arts en art dramatique. En 1995, elle est choisie pour tenir le rôle de Maureen dans la comédie musicale RENT, écrite par Jonathan Larson. Celui-ci s'est beaucoup inspiré d'Idina pour écrire le personnage de Maureen.[réf. souhaitée]

### Carrière au théâtre
Rent ouvre Off-Broadway le 27 janvier 1996, puis à la suite de son grand succès, est rapidement transféré au Nederlander Theatre à Broadway. Idina Menzel est nommée pour le Tony Awards de la meilleure actrice dans un second rôle dans une comédie musicale en 1996. Le 1er juillet 1997, elle joue sa dernière représentation en tant que Maureen.
Après avoir quitté RENT, Idina se lance dans l'enregistrement de son premier album Still I Can't Be Still, produit par Hollywood Records. Elle fait de brèves apparitions dans de nombreuses comédies musicales : elle incarne Dorothy dans Summer of ’42 au Goodspeed Opera House dans le Connecticut, Sheila dans Hair au New York City Center (Encores!) ou encore Amneris  dans la comédie musicale Aïda.
En 2001, au côté de son ex-époux Taye Diggs, elle interprète le rôle de Kate, une prostituée droguée, dans The Wild Party, une comédie musicale Off-Broadway d'Andrew Lippa. Elle est nommée au Drama Desk Award pour sa performance. Toujours Off-Broadway, elle joue dans la comédie musicale Les Monologues du vagin.
En 2003, elle est choisie pour tenir le rôle d'Elphaba, la Méchante Sorcière de l'Ouest du Magicien d'Oz, pour la création de la comédie musicale Wicked, de Stephen Schwartz et Winnie Holzman, basée sur le roman de Gregory Maguire écrit en 1995. Elle joue aux côtés de Kristin Chenoweth, qui interprète le rôle de G(a)linda, avec qui elle partage le succès de cette comédie musicale, qui devient l'une des plus grosses productions à Broadway. En 2004, Menzel reçoit le Tony Award de la meilleure actrice dans une comédie musicale pour le rôle d'Elphaba. Pendant sa représentation du 8 janvier 2005, elle tombe à travers l'une des trappes sur scène et se casse une côte. Cette blessure l'empêche de jouer sa dernière représentation en tant qu'Elphaba, qui devait se dérouler le jour suivant. Ses blessures ne l'empêchent cependant pas de faire une apparition pour la dernière chanson de la comédie musicale. Elle reçoit ce soir là une ovation debout de plus de cinq minutes.
Après avoir quitté la production new-yorkaise de Wicked, Idina Menzel se lance dans une nouvelle comédie musicale Off-Broadway, See What I Wanna See de Michael John LaChuisa. Elle reçoit pour ce rôle une nomination aux Drama Desk Award et Drama League Award.
Le 7 septembre 2006, elle reprend son rôle d'Elphaba dans la production Londonienne de Wicked, qui ouvre dans le West End. Elle reste dans cette production jusqu'au 30 décembre 2006. Pendant cette période, elle est la comédienne la plus payée du West End, pour environ 25 000 euros par semaine. Après son départ, elle est remplacée par Kerry Ellis.
Du 11 au 13 mai 2008, elle joue le rôle de Florence pour les 21 ans de la comédie musicale Chess, aux côtés de Josh Groban, Adam Pascal avec qui elle jouait dans RENT et Kerry Ellis. Cette représentation est filmée et enregistrée live.
Du 11 au 13 juillet 2008, elle joue le rôle de Poppea dans une lecture de la comédie musicale Nero de Steven Sater et Duncan Sheik, aux côtés de Lea Michele.
Du 30 mars 2014 au 22 mars 2015, elle joue dans la comédie musicale originale If/Then, écrite et composée par Brian Yorkey et Tom Kitt, et dirigée par Michael Grieff, avec qui elle avait déjà travaillé au début de sa carrière pour RENT. Elle incarne Elizabeth, une femme approchant la quarantaine qui décide de repartir à zéro. Pour ce rôle, elle est nommée aux Tony Awards dans la catégorie « Meilleure actrice dans une comédie musicale ».

### Film, télévision, enregistrement et carrière de chanteuse
Idina Menzel a joué dans de nombreux films comme La Tentation de Jessica, The Tollbooth, Just A Kiss, Demande à la poussière et Il était une fois. Elle a aussi joué dans l'adaptation sur grand écran de la comédie musicale RENT en 2005. Tout comme dans la version de Broadway, elle joue le rôle de Maureen Johnson, qu'elle avait initié à Broadway quelques années plus tôt, aux côtés de cinq acteurs du casting original.
En tant que chanteuse, Menzel est connue pour son utilisation de la technique du belting ainsi que pour sa grande versatilité vocale. Son troisième album, I Stand (2008), atteint la 58e place au Billboard 200. Il y a cinq versions de cet album qu'elle a coécrit avec Glen Ballard : la version originale, l'édition limitée spéciale, la version ITunes, l'édition Barnes & Noble et l'édition Borders. Menzel est la compositrice d'une grande partie de chansons de ses albums. Sa discographie compte également des enregistrements en public, notamment Barefoot At The Symphony (2012) qui est un enregistrement de l'un de ses concerts à Toronto au Royal Conservatory of Music. Dans cet album, Menzel chante accompagnée par une formation symphonique dirigée par Marvin Hamlisch. Son mari de l'époque, Taye Diggs, y chante un duo avec elle au titre de guest star.
De 2009 à 2013, Idina Menzel est apparue en tant que guest star dans la série télévisée américaine Glee dans laquelle elle interprète Shelby Corcoran, la mère du personnage principal Rachel Berry, jouée par Lea Michele.
En 2013, elle double Elsa, la protagoniste de La Reine des Neiges des studios Disney. La chanson qu'elle interprète dans ce film, Let It Go, obtient l'Oscar de la meilleure musique de film en 2014. À cette occasion, Idina Menzel chante en direct à la cérémonie des Oscars. Elle remporte également le Grammy Award 2015 de la meilleure chanson écrite pour un média visuel.
Le 14 octobre 2014, elle publie son premier album de Noël intitulé Holiday Wishes.
Le 1er février 2015, elle est choisie pour interpréter l'hymne national américain avant le coup d'envoi du 49ème Super Bowl.
Elle s'est remariée en 2017 avec l'acteur Aaron Lohr.
Elle interprète à nouveau le rôle d'Elsa dans La Reine des neiges 2, dans lequel elle chante notamment Into The Unknown, nommée pour l'Oscar de la meilleure chanson originale lors de la 92e cérémonie des Oscars, et Show Yourself. 

## Théâtre
| Année | Spectacle               | Rôle                 | Lieu                      | Dates de présences                   |
| ----- | ----------------------- | -------------------- | ------------------------- | ------------------------------------ |
| 1994  | Rent                    | Maureen Johnson      | New York Theatre Workshop | 27 octobre 1994 au 6 novembre 1994   |
| 1996  | Rent                    | Maureen Johnson      | Nederlander Theatre       | 29 avril 1996 au 1er juillet 1997    |
| 2000  | The Wild Party          | Kate                 | Manhattan Theatre Club    | 24 février 2000 au 9 avril 2000      |
| 2000  | Summer of '42           | Dorothy              | Norma Terris Theatre      | 10 août 2000 au 2 septembre 2000     |
| 2001  | Hair                    | Sheila               | New York City Center      | 3 mai 2001 au 7 mai 2001             |
| 2001  | Aïda                    | Amneris              | Palace Theatre            | 13 septembre 2001 au 27 janvier 2002 |
| 2002  | Les Monologues du vagin | une lectrice         | Westside Theatre          | 5 mars 2002 au 14 avril 2002         |
| 2003  | Wicked                  | Elphaba              | Gershwin Theatre          | 8 octobre 2003 au 8 janvier 2005     |
| 2005  | See What I Wanna See    | Kesa / Lily / Deanna | Public Theater            | 30 octobre 2005 au 4 décembre 2005   |
| 2006  | Wicked                  | Elphaba              | Apollo Victoria Theatre   | 7 septembre 2006 au 30 décembre 2006 |
| 2008  | Chess                   | Florence Vassy       | Royal Albert Hall         | 12 mai 2008 et 13 mai 2008           |
| 2008  | Nero                    | Poppée               | Powerhouse Theater        | 11 juillet 2008 au 13 juillet 2008   |
| 2014  | If/Then                 | Elizabeth Vaughan    | Richard Rodgers Theatre   | 30 mars 2014 au 22 mars 2015         |
| 2015  | If/Then                 | Elizabeth Vaughan    | tournée aux États-Unis    | 13 octobre 2015 au 26 janvier 2016   |
| 2018  | Skintight               | Jodi Isaac           | Laura Pels Theatre        | 31 mai 2018 au 26 août 2018          |

## Filmographie

### Cinéma

#### Longs-métrages
- 2001 : La Tentation de Jessica (Kissing Jessica Stein) de Charles Herman-Wurmfeld : une demoiselle d'honneur
- 2002 : Just a Kiss de Fisher Stevens : Linda
- 2004 : The Tollbooth de Debra Kirschner : Raquel Cohen-Flaxman
- 2004 : Water de Jennifer Houlton : Jessy Turner
- 2005 : Rent de Chris Columbus : Maureen Johnson
- 2006 : Demande à la poussière (Ask the Dust) de Robert Towne : Vera Rivkin
- 2007 : ShowBusiness: The Road to Broadway de Dori Berinstein : elle-même (documentaire)
- 2007 : Il était une fois (Enchanted) de Kevin Lima : Nancy Tremaine
- 2013 : La Reine des Neiges (Frozen) de Chris Buck et Jennifer Lee : Elsa (voix)
- 2018 : Ralph 2.0 (Ralph Breaks the Internet) de Rich Moore et Phil Johnston : Elsa (voix)
- 2019 : La Reine des Neiges 2 (Frozen 2) de Chris Buck et Jennifer Lee : Elsa (voix)
- 2019 :  Uncut Gems de Joshua et Benny Safdie : Dinah
- 2021 : Cendrillon de Kay Cannon : Vivian, la belle-mère de Cendrillon
- 2022 : Il était une fois 2 (Disenchanted) d'Adam Shankman : Nancy Tremaine
- 2022 : American Murderer de Matthew Gentile : Melanie
- 2024 : Wicked de Jon Chu : une star de Wiz-o-Mania
- 2027 : La Reine des Neiges 3 (Frozen 3) de Marc Smith et Jennifer Lee : Elsa (voix)

#### Courts-métrages
- 2015 : La Reine des Neiges : Une fête givrée (Frozen Fever) de Chris Buck et Jennifer Lee : Elsa (voix)
- 2017 : La Reine des Neiges : Joyeuses Fêtes avec Olaf (Olaf's Frozen Adventure) de Kevin Deters et Stevie Wermers : Elsa (voix)

### Télévision

#### Téléfilms
- 2017 : Une promesse au nom de notre amitié (Beaches) d'Allison Anders : Cecilia Carol « C. C. » Bloom
- 2019 : Rent de Michael Greif et Alex Rudzinski : elle-même (caméo)

#### Séries télévisées
- 1998 : Hercule (Hercules : The Animated Series) : Circé (voix - saison 1, épisode 25)
- 2004 : Rescue Me : Les Héros du 11 septembre (Rescue Me) : Carol (saison 1, épisode 13)
- 2005 : Kevin Hill : Francine Prescott (2 épisodes, saison 1)
- 2009 : Private Practice : Lisa King (2 épisodes, saison 2)
- 2009 : Great Performances : Florence Vassy (saison 37, épisode 19)
- 2010-2013 : Glee : Shelby Corcoran (récurrente saisons 1 et 3 - invitée saison 4)
- 2010 : Les Wonder Choux (Wonder Pets) : la reine de cœur (voix - saison 3, épisode 19)
- 2010 : Sesame Street : elle-même (1 épisode)
- 2015 : Arthur : Dr. Paula (voix - saison 18, épisode 10)
- 2016 : Lego La Reine des Neiges : Magie des Aurores Boréales (Lego Frozen Northern Lights) : Elsa (voix)
- 2017 : En coulisse avec Julie (Julie's Greenroom) : elle-même (saison 1, épisode 1)

### Doublage de jeux vidéo
- 2013 : Disney Infinity : Elsa
- 2019 : Kingdom Hearts 3 : Elsa

## Discographies

### Albums
| Still I Can't Be Still                                               | - Date de sortie : 15 septembre 1998 - Label : Hollywood - Formats : CD, cassette                | —  | —  |
| Here                                                                 | - Date de sortie : 23 février 2004 - Label : Zel - Formats : CD                                  | —  | —  |
| I Stand                                                              | - Date de sortie : 29 janvier 2008 - Label : Warner Bros. - Formats : CD, digital download       | 58 | 54 |
| Live: Barefoot at the Symphony                                       | - Date de sortie : 6 mars 2012 - Label: Concord - Formats: CD, DVD, digital download             | 53 | —  |
| Holiday Wishes                                                       | - Date de sortie: 14 octobre 2014 - Label: Warner Bros - Format: CD, Digital Dowload             | —  |    |
| Idina                                                                | - Date de sortie: 23 septembre 2016 - Label: Warner Bros - Format: CD, Digital Download          | —  |    |
| Idina: Live                                                          | - Release date: October 5, 2018 - Label: Walkman, Arts Music - Formats: CD, digital download     | —  |    |
| Christmas: A Season Of Love                                          | - Date de sortie: 18 octobre 2019 - Label: Silent Records - Format: CD, Digital Download         | —  |    |
| Drama Queen                                                          | - Release date: August 18, 2023 - Label: Walkman, BMG - Formats: CD, digital download, streaming | —  |    |
| Les tirets — indiquent les sorties n'ayant pas atteint le classement |                                                                                                  |    |    |

### Singles
| 1998                                                                 | Minuet                                               | —  | —  | —  | —  | —  | Still I Can't Be Still                   |
| 2006                                                                 | Take Me or Leave Me                                  | —  | —  | 32 | —  | —  | Rent (soundtrack)                        |
| 2007                                                                 | Defying Gravity                                      | —  | —  | 5  | 72 | —  | I Stand                                  |
| 2007                                                                 | Brave                                                | —  | 19 | —  | —  | —  | I Stand                                  |
| 2007                                                                 | Gorgeous                                             | —  | —  | 3  | —  | —  | I Stand                                  |
| 2008                                                                 | Hope                                                 | —  | —  | —  | —  | —  | Chanson hors album                       |
| 2010                                                                 | Funny Girl                                           | —  | —  | —  | —  | —  | Chanson hors album                       |
| 2010                                                                 | I Dreamed a Dream (avec Lea Michele)                 | 31 | —  | —  | —  | 45 | Glee: The Music, Volume 3 - Showstoppers |
| 2010                                                                 | Poker Face (avec Lea Michele)                        | 20 | —  | —  | —  | 26 | Glee: The Music, Volume 3 - Showstoppers |
| 2011                                                                 | Somewhere (avec Lea Michele)                         | 75 | —  | —  | —  | —  | Glee: The Music, Volume 7                |
| 2011                                                                 | Yoü and I/You and I (avec Matthew Morrison)          | 69 | —  | —  | —  | —  | Chanson hors album                       |
| 2011                                                                 | Constant Craving (avec Naya Rivera and Chris Colfer) | 89 | —  | —  | —  | —  | Glee: The Music, Volume 7                |
| 2014                                                                 | "Let It Go"                                          | 5  | 1  | 74 | 18 |    | Frozen II                                |
| 2014                                                                 | "Baby, It's Cold Outside" (duo avec Michael Bublé)   |    |    |    |    |    | Holiday Wishes                           |
| 2019                                                                 | "Into the Unknown" (avec Aurora)                     | 46 | —  | —  | 39 |    | Frozen II                                |
| 2022                                                                 | "Love Power"                                         |    |    |    |    |    | Disenchanted                             |
| Les tirets — indiquent les sorties n'ayant pas atteint le classement |                                                      |    |    |    |    |    |                                          |

### Enregistrements d'ensemble
| Année | Titre                                                                                   | Label                |
| ----- | --------------------------------------------------------------------------------------- | -------------------- |
| 1996  | Rent (Original Broadway Cast Recording)                                                 | DreamWorks Records   |
| 2000  | The Wild Party (Lippa) (Off-Broadway)                                                   | RCA Victor Broadway  |
| 2003  | Wicked (Original Broadway Cast Recording)                                               | Decca Records        |
| 2005  | Rent (Original Motion Picture Soundtrack)                                               | Warner Bros. Records |
| 2006  | See What I Wanna See (2005 Original Off-Broadway Cast)                                  | Sh-K-Boom Records    |
| 2009  | Chess in Concert (Live Recording of 2008 Royal Albert Hall Performance)                 | Reprise Records      |
| 2009  | Highlights from Chess in Concert (Live Recording of 2008 Royal Albert Hall Performance) | Reprise Records      |
| 2014  | If/Then - A New Musical (Original Broadway Cast Recording)                              | Masterworks Broadway |

### Divers
| Année | Chanson                                                                 | Album                                                | Label                   |
| ----- | ----------------------------------------------------------------------- | ---------------------------------------------------- | ----------------------- |
| 1998  | "Follow If You Lead"                                                    | The Other Sister (Music From The Motion Picture)     | Hollywood Records       |
| 2003  | "How Shall I See You Through My Tears", "The Want of a Nail" (choriste) | Camp (Music from the Motion Picture)                 | Decca Records           |
| 2003  | "I Saw Three Ships"                                                     | Broadway's Greatest Gifts: Carols for a Cure, Vol. 5 | Rock-It Science Records |
| 2005  | "Damsel In Distress"                                                    | Music from and Inspired by Desperate Housewives      | Hollywood Records       |
| 2005  | "I Will Be There" (en duo avec Ray Charles)                             | Genius & Friends                                     | Rhino Records           |
| 2007  | "A Hero Comes Home" (End Credit Version)                                | Beowulf (Music from the Motion Picture)              | Warner Bros. Records    |
| 2008  | "What If" (en duo avec Rhydian)                                         | Rhydian                                              | Syco Records            |
| 2010  | "Take a Bow" (en duo avec Elaine Paige)                                 | Elaine Paige and Friends                             | Warner Bros. Records    |
| 2013  | "When I Fall in Love" (en duo avec George Benson)                       | Inspiration: A Tribute to Nat King Cole              | Concord Jazz            |

## Voix francophones
En France, Anaïs Delva a été la voix d'Idina Menzel, pour le premier film La Reine des neiges et les courts-métrages liés. Charlotte Hervieux est la voix d’Elsa dans La reine Des Neiges 2. Nathalie Karsenti et Barbara Beretta l'ont également doublées à deux reprises.
Au Québec, Aurélie Morgane a doublé Idina Menzel dans toutes les apparitions d'Elsa, et Catherine Hamann l'a doublée dans deux films. Dans les œuvres liées à La Reine des neiges, les parties chantées sont assurées par les comédiennes de la version de France.